# پاشندگی در فیبر
پاشش در فیبر نوری زمانی رخ می‌دهد که یک پالس نوری از درون یک فیبر نوری حرکت می‌کند و توان آن در زمان دستخوش پاشش می‌شود در نتیجه پالس در بازهٔ زمانی پهن‌تری منتشر می‌شود.
پنج منبع اصلی پاشش در فیبر عبارتند از:
1. پاشش مُدی: در فیبرهای چندمد به خاطر سرعت گروه متفاوت برای مدهای مختلف اتفاق می‌افتد. یک پالس تک زمانی که وارد فیبر می‌شود به m مد تقسیم می‌شود که هر کدام با سرعت گروه خاصی حرکت می‌کنند و در زمان t=l/v   طول فیبر را طی می‌کنند. اگر v۱و v۲ بیشترین و کمترین سرعت‌ها باشند پالس رسیده با پهنای t=l/v۱ -l/v۲ منتشر خواهد بود. پاشش مدی در فیبرهایی که ضریب شکست هسته فیبر متغیری دارند نسبت به فیبرهایی که دارای ضریب شکست هسته ثابت هستند کمتر است.
2. پاشش مواد: شیشه‌ها مواد پراکنده هستند یعنی ضریب شکست آنها تابع طول‌موج می‌باشد. یک پالس اپتیکی که از درون یک محیط پراکنده با ضریب شکست n حرکت می‌کند دارای یک سرعت گروه v=c/N است که N=n-ƛdn/dƛ می‌باشد. از انجایی که پالس تشکیل شده از طول‌موج‌های متفاوت، پس هرکدام دارای سرعت گره متفاوت خواهند بود. میزان پهن شدگی زمانی با طول فیبر رابطه مستقیم دارد.
3. پاشش موجبر: سرعت گروه مدها در موجبر به طول‌موج وابسته می باشد حتی اگر پاشش ماده در محیط نباشد. به این پاشش، پاشش موجبری می‌گویند. این وابستگی نتیجه وابستگی توزیع میدان درون فیبر به نسبت شعاع هسته به طول‌موج است. نسبت توان در هسته و پوشش به طول موج وابسته است. از انجایی که سرعت فاز در هسته و پوشش متفاوت است، سرعت گروه هر مد تغییر می‌کند. پاشش موجبری در فیبر تک مد چون پاشش موجود نیست  بسیار حائز اهمیت است.
4. پاشش قطبی قطبش: مدهای فضایی یک فیبر نوری دارای دو مد قطبش است. اگر فیبر به‌طور کامل نسبت به محورش تقارن دایره‌ای داشته باشد و ماده هم به‌طور کامل همسانگرد باشد دو مد قطبش یکسان بوده و دارای سرعت یکسان می‌باشند. هرچند که مواد در شرایط واقعی اندکی دارای خصوصیات دوشکستی می‌باشند. این مسئله سبب می‌شود که اندکی تغییر در ضریب شکست دو مد قطبش ایجاد شود.
5. پاشش غیرخطی: زمانی شدت نور در درون هسته فیبر به اندازه کافی شدید شود از انجایی که ضریب شکست به شدت نور وابسته می‌شود ماده رفتار غیرخطی از خود نشان می‌دهد. چون فاز به ضریب شکست وابسته است پس برای یک پالس نوری فرکانس مربوط به شدت بالا نسبت به شدت پایین دچار اختلاف فاز خواهند شد. در موادی به نام سالیتون این پاشش می‌تواند پاشش مدی را جبران کند.